# 京獣物語
『京獣物語』（きょうじゅうものがたり）は、原作：手塚治虫、漫画：ボクテンゴウによる日本の漫画作品。手塚治虫生誕90年記念書籍『テヅコミ』（マイクロマガジン社）にて、Vol.5からVol.17まで連載された。手塚の『バンパイヤ』をオマージュした漫画である。
京都を舞台に人外対策組織狩人 対 獣人族が戦うバトルアクションもの。現実に存在している店や人物などが登場しているのが大きな特徴である。
第2話ではベーシストのKenKenと異色肌ギャルのmiyakoをモチーフにした登場人物が描かれている。

## 書誌情報
- 手塚治虫『バンパイヤ』（原作）・ボクテンゴウ『京獣物語』マイクロマガジン社〈TCコミックス〉、全2巻
  1. 上巻 2019年9月5日発売[1]、ISBN 978-4-89637-918-1
  2. 下巻 2020年3月10日発売[5]、ISBN 978-4-89637-994-5